# 北あけみ
北 あけみ（、1940年〈昭和15年〉3月3日 - ）は、日本の元女優、モデル。東京市入谷町出身。本名は北原 明美。

## 略歴

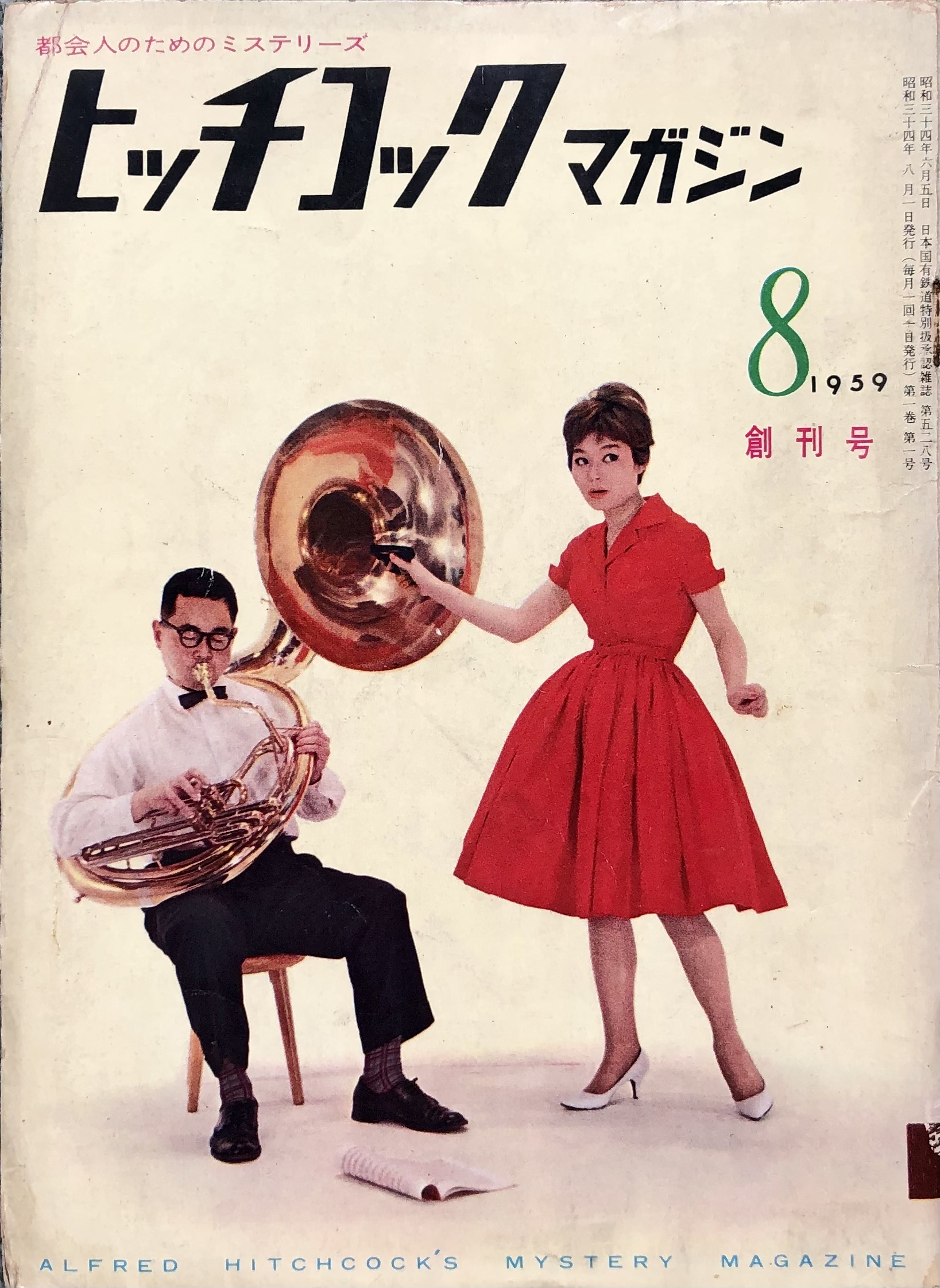
『ヒッチコック・マガジン』創刊号（1959年8月号）の表紙のモデルに起用された。

上野学園高等学校卒業。高校卒業後、老舗のモデルクラブ「エフ・エム・ジー」に所属し、ファッション・モデルとして活動していたが、フランスの女優・パスカル・プティに似ていたことから、映画界からスカウトされ、1959年、東宝に入社する。同年『青春を賭けろ』で夏木陽介の相手役としてデビュー。
主に東宝のアクション映画や、コメディ作品（クレイジー作品や若大将シリーズ）に出演。東宝の女優としては珍しく、色っぽい顔つきとセクシーなボディから、お色気担当としてギャングの情婦や主人公を誘惑するような役柄が多く、1963年の映画『海底軍艦』では水着モデルを演じていた。
1964年に結婚し、東宝を退社してフリーとなる。以降は、各社の映画作品に加え、テレビドラマでも活躍した。
現在は芸能界から引退している。2000年代には、『銀座の若大将』DVDのオーディオコメンタリーに出演した。

## 主な出演作品

### 映画
- 暗黒街の対決（1960年）
- みな殺しの歌より 拳銃よさらば!（1960年）
- 若大将シリーズ
  - 大学の若大将（1961年）
  - 日本一の若大将（1963年）[3]
  - エレキの若大将（1965年）
- 女ばかりの夜（1961年）
- B・G物語 二十才の設計（1961年）
- 女の座（1962年）
- クレージー映画
  - クレージー作戦 くたばれ!無責任（1963年）
  - クレージーだよ天下無敵（1967年）
  - 空想天国（1968年）
  - クレージーの殴り込み清水港（1970年）
  - 日本一のワルノリ男（1970年）
- 江分利満氏の優雅な生活（1963年）
- 海底軍艦（1963年） - リマコ[出典 3]
- ばりかん親分（1963年）
- ああ爆弾（1964年）
- 国際秘密警察 鍵の鍵（1965年）
- 俺にさわると危ないぜ（1966年、日活）
- 女と味噌汁（1968年）
- 華麗なる闘い (1969年)
- だまされて貰います（1971年）

### テレビドラマ
- サラリーマン義経君奮戦記 (1964年)
- 特別機動捜査隊
  - 第202話「栄光」（1965年）
  - 第213話「悪女の影」（1965年）
- 青春とはなんだ（1965年 - 1966年）
- ザ・ガードマン
  - 第32話「あでやかな獲物」（1965年）
  - 第163話「ゆすり続ける男」（1968年）
  - 第191話「真夜中の客」（1968年）
  - 第239話「金貸しばあさん殺人事件」（1969年）
- 三匹の侍
  - 第4シリーズ 第3話「弁天楼異聞」（1966年） - 小春
  - 第5シリーズ 第16話「大当り百番富」（1968年） - お蓮
- 太陽野郎（1967　-　1968年）
- 意地悪ばあさん 第10話「やとわれ姑の巻」（1967年）
- 風 第21話「誰がための仇討ち」（1968年）
- プロファイター 第4話「影を追う女」（1969年）
- 火曜日の女シリーズ（日本テレビ）
  - 恋の罠（1970年）- 藤井 役
  - ある朝、突然に…（1972年）- すみえ 役
- テレビスター劇場
  - 産科・歯科
    - （第1シリーズ）（1970年、毎日放送）
- ナショナルゴールデン劇場「葦の浮舟」（1971年）
- 花嫁のれん（1971年）
- 一心太助 第18話「親分！おひかえなすって」（1972年、CX / 国際放映） - おくに
- 黒帯風雲録 柔（1972年）
- 太陽にほえろ! - 鮫島玉枝
  - 第89話「地獄の再会」（1974年）
  - 第156話「刑事狂乱」（1975年）
  - 第205話「ジョーズ探偵の悲しい事件簿」（1976年）
  - 第252話「鮫島結婚相談所」（1977年）